# Nyikolaj Ivanovics Pankin
Nyikolaj Ivanovics Pankin, oroszul: Николай Иванович Панкин (Moszkva, 1949. január 2. – Murom, 2018. október 13.) olimpiai bronzérmes szovjet-orosz úszó, edző.

## Pályafutása
Az 1968-as mexikóvárosi olimpián 4 × 100 m vegyes váltóban bronzérmet szerzett társaival. Az előfutamok során szerepelt a csapatban, a döntőn már nem úszott. 1970-ben és 1974-ben egy-egy Európa-bajnoki arany-, ezüst, és bronzérmet nyert. Az 1975-ös világbajnokságon Caliban bronzérmes lett 200 méter mellúszásban.

## Sikerei, díjai
- Olimpiai játékok
  - bronzérmes: 1968, Mexikóváros (4 × 100 m vegyes váltó)
- Világbajnokság
  - ezüstérmes: 1975 (200 m mell)
- Európa-bajnokság
  - aranyérmes: 1970, 1974 (100 m mell)
  - ezüstérmes: 1970, 1974 (200 m mell)
  - bronzérmes: 1970, 1974 (4 × 100 m vegyes váltó)